# Mario Donizetti
Mario Donizetti (Bergamo, 23 gennaio 1932) è un pittore e saggista italiano.

## Biografia
Ricerche tecniche condotte con rigore scientifico lo hanno portato a usare per il suo lavoro metodi assolutamente personali come la sua tempera all'uovo verniciata e velata, il suo "encausto", il suo pastello encaustizzato.
Fondatore, nel 1977, del "Centro di Ricerche Tecniche dell'Arte" e, nel 2003, del "Donizetti Museo Scuola", Donizetti divulga le sue tecniche via internet con testi in varie lingue (inglese, francese, tedesco, spagnolo, giapponese, cinese) oltre che con lezioni filmate doppiate in lingua inglese.
Collabora a quotidiani e riviste con saggi di estetica e di diagnostica del restauro.
Nel 1983 ha ricevuto l'onore di una mostra antologica nelle Sale della Pinacoteca Ambrosiana di Milano.
Appassionato di musica, ha ideato un "Nuovo Metodo di Scrittura Musicale" eliminando il pentagramma.
È valutato come uno dei 10.000 migliori artisti del mondo fra il secolo XVIII e XXI dalla Artists Trade Union of Russia.

## Opere
Il "Crocifisso" nel Museo Tesoro della Basilica di San Pietro in Vaticano, gli affreschi e la pala d'altare nella storica Basilica di Pontida, i ritratti di Costanza, sua moglie e modella, i ritratti di grandi personaggi alcuni dei quali (come quello di Papa Giovanni Paolo II ora nella National Portrait Gallery di Washington) pubblicati in copertina da TIME Magazine, i ritratti di celebri protagonisti dello spettacolo come Marcel Marceau, Jean Louis Barrault, Edvige Feuillèr, Marta Abba, Renzo Ricci, Vittorio Gassman, Rossella Falk, Giorgio Albertazzi, Carla Fracci, Giulia Lazzarini, Valentina Cortese pubblicati sulle copertine de "IL DRAMMA" e di "COSTUME", il ritratto di Indro Montanelli (per L'EUROPEO), i ritratti di Piero Chiara, Rudolf Nureiev, Biagio Marin, Vittorino Andreoli, Oriana Fallaci, i ritratti del Vescovo Togni per la Curia vescovile di Lugano, quello del Vescovo Bonicelli per la Curia vescovile di Parma, il ritratto di Aldo Croff nella Quadreria dell'Ospedale Maggiore di Milano, il ritratto di Gianandrea Gavazzeni al Museo Teatrale alla Scala, l'opera "Profilo" della Galleria d'Arte Moderna di Udine, la "Commedia dell'Arte" della "Raccolta Spajani" GAMEC, la "Carità" della "Collezione Margherita Cassis-Faraone Mautner Markov", "Omaggio a Gaetano" (bassorilievo) nella sede del Museo della Casa Natale di Gaetano Donizetti, opere nella "Collezione TIME" di New York, in collezioni negli Stati Uniti, in URS, in Canada, Venezuela, Inghilterra, Francia, opere negli spazi di rappresentanza delle navi di Costa Crociere.

## Mostre
- "Premio Suzzara" 1951 e 1952
- "Mostra Arte Sacra" 1952
- "Premio Michetti" 1953"
- "Nazionale Arte Sacra – Bologna" 1954
- Personale "Galleria Ranzini" Via Brera Milano 1955
- "II Quadriennale di Roma" 1955
- "Biennale Arte Sacra Angelicum" 1957
- Personale "Gall. Ranzini" via Brera 1958
- "Biennale Angelicum" 1959
- "The Picture and the Painter" Trafalgar Galleries Londra 1960
- "Biennale Angelicum" 1961
- "Museo della Scienza e della Tecnica" 1962
- "Museo Teatrale alla Scala" 1963
- "Palazzo della Permanente" Milano 1964
- "Palazzo Reale" Milano 1966
- "The Royal Summer Exhibition" Londra 1966
- "Palazzo della Permanente" Milano 1967
- "Padiglione Arte Contemporanea" Milano 1969
- Personale "Galleria Quaglino" Torino 1970
- Personale "Galleria Pirra" Torino 1973
- Personale "Leitheimer Schloss Museum" Monaco 1974
- Personale "J.H.Bauer Galerie" Hannover 1974
- Mostra Antologica "Pinacoteca Ambrosiana" Milano 1983⁄84
- Mostra Antologica "Museo del Patriarcato" Aquileia 1995
- "75° TIME" - National Portrait Gallery - Washington 1998
- "Antologica"Disegni" Palazzo Sormani Milano 1999
- "I Sette Vizi Capitali" Palazzo della Ragione BG 1999
- "75° TIME"- National Academy Museum – New York 1999
- "75° TIME" – Chicago Historical Society – Illinois 2000
- Libreria Bocca – Galleria Vittorio Emanuele – Milano 2000
- "75° TIME" – Edsel and Eleanor Ford House - Grosse Pointe Shore – Michigam 2000
- Personale "Galleria Schreiber" - Brescia 2000
- Personale "Galleria Arsmedia" 2002
- "Donizetti Designer" Galleria Arsmedia – 2003
- "Quadrato per la Ricerca" GAMEC 2005
- Personale – Galleria Cappelletti – via Brera – Milano 2007
- Personale "Arte e Filosofia dell'Arte" Radici Casa 2008
- Mostra personale dal 9 aprile al 30 giugno 2011 – CASTELLO di ORZINUOVI
- 54° BIENNALE – 2011 – ARSENALE VENEZIA
- MOSTRA PALAZZO GRIMANI – VITTORIO SGARBI: "l'ombra del sacro nell'arte contemporanea" – VENEZIA 2011

## Saggi
- "Forma e non Forma" 1958 - Edizione Ranzini
- "Astrazione e Rappresentazione" 1959
- "Idealismo, Croce e nuovo realismo" COSTUME n.26⁄27 1977
- "La Madonna di Alzano del Bellini" COSTUME n.28⁄29 1977
- "I danni della luce nei Musei" COSTUME n.30⁄31 1978
- "Il consumismo è arrivato al Museo" COSTUME n. 32⁄33 1978
- "Progetto" per una Proposta di legge COSTUME n.34⁄35 1979
- "Progetto per la costituzione di una scuola d'Arte" COSTUME n. 38⁄39 1980
- "Denuncia degli esiti negativi della moderna critica d'arte" COSTUME n. 40⁄41 1980
- "Dopo l'attuale restauro della Cena, Leonardo autografo o Leonardo e aiuti?" COSTUME n. 48⁄49 1982
- "I critici e l'arte", EUROPEO, n.52, dic. 1990
- "Leonardo", EUROPEO, n.24, giugno 1991
- "L'artista non è solo" EUROPEO n.49, dicembre 1991
- "Perché Figurativo" 1992 - Corponove Ed.
- "Razionalità della Fede e della Bellezza" 1995 Corponove Ed.
- "Mater Intemerata" (monologo) HYSTRIO n.2 1995
- "Lettera a Parmenide" 1996 Corponove Ed.
- "Lettera a Platone" 1997 Corponove Ed.
- "Perché Figurativo"1997 II Ed. riveduta e corretta ART'E' FMR
- "Argomenti di Estetica" 1999 Corponove Ed.
- "I Vizi Capitali" 1999 Corponove Ed.
- "Lettera a Hegel" 2000 Coponove Ed
- "Fondamenti" e "Argomenti di Estetica" per il Museo-Scuola 2003
- "Lezioni di Tecnica d'Arte" ("Lessons on Art Technique) 2005 Corponove Ed
- "Bocconi d'Arte" 2006 ESI Edizioni Scientifiche Italiane
- "Lettera a Phyllis" 2007 Corponove Ed.
- "Nuovo Metodo di Scrittura Musicale" 2008 Corponove Ed.
- "IL SACRO DELL'ARTE – LETTERA AGLI ARTISTI" – ED. CORPONOVE 2011
- "QUESTO RAFFAELLO NON SI DEVE RESTAURARE" – ECO DI BERGAMO, 2O LUGLIO 2012
- "DIPINTO NON RITOCCATO LA SUA VERNICE E'AUTENTICA" – CORRIERE DELLA SERA, 8 giugno 2013
- "L'ILLUSIONE DI KANT E IL RITORNO AI VALORI DEI SENSI" – CORRIERE DELLA SERA, 16 gennaio 2014

## Mario Donizetti nei musei
- Galleria d'arte moderna e contemporanea di Bergamo
- NATIONAL PORTRAIT GALLERY – SMITHSONIAN INSTITUTION – WASHINGTON
- MUSEO TESORO BASILICA SAN PIETRO IN VATICANO
- MUSEO STORICA BASILICA PONTIDA
- CIVICO MUSEO DI UDINE
- MUSEO TEATRALE ALLA SCALA MILANO
- GAMEC – GALLERIA DI ARTE MODERNA E CONTEMPORANEA BERGAMO